# Snow on the Sahara (singel)
"Snow on the Sahara" är en låt framförd av den indonesiska sångerskan Anggun, skriven av Erick Benzi och Nikki Matheson samt komponerad av Benzi till Angguns internationella debut Snow on the Sahara (1997).
"Snow on the Sahara" är en midtempolåt som är uppbyggd kring en sampling av syntar och keyboards. Spåret har ett exotiskt och tropiskt sound och klassas som Adult contemporary. Låten sjungs ur en kvinnas perspektiv om när det är dags att släppa taget om en dålig relation. "Snow on the Sahara" gavs ut som den ledande singeln från Angguns skiva den 4 april i Frankrike och senare i övriga delar av världen. Musikkritikers reaktioner mot låten var positiva. Den franska versionen, "La neige au Sahara", nådde toppen på landets radiolista och blev den mest spelade låten år 1997. På landets officiella singellista klättrade singeln till en 16:e plats. I Italien och Spanien toppade låten förstaplatserna och nådde även en femteplats på Storbritanniens danslista. I USA klättrade singeln som högst till en 22:a plats på Billboards Adult Top 40 (då Adult Pop Songs). Detta gjorde Anggun historisk då hon var den första asiatiska artisten att ta sig över topp-fyrtio på någon av Billboards topplistor. Rekordet behöll hon i över tolv år. I Indonesien, sångerskans hemland, nådde singeln förstaplatsen och blir hennes största hit till dato. Låten nådde även förstaplatsen i Malaysia och topp-positioner i flera andra asiatiska länder. Angguns låt nominerades senare till en fransk grammis, Victoires de la musique.
Musikvideon till "Snow on the Sahara" regisserades av Jean-Baptiste Erreca. Två versioner spelades in och användes på olika kontinenter.

## Bakgrund och produktion
Anggun träffade Erick Benzi i Paris år 1996. Efter att ha sjungit för honom erbjöds sångerskan ett skivkontrakt. Benzi hade tidigare arbetat med välkända artister som Celine Dion, Jean-Jacques Goldman och Johnny Hallyday. Benzi skrev låten på franska under titeln "La neige au Sahara" som Anggun senare spelade in, trots att hon bara kunde franska sedan några veckor innan via en snabbkurs. I en intervju med Chuck Taylor från Billboard berättade sångerskan om sitt möte med Benzi; "Det var verkligen [vänskaplig] kärlek vid första ögonkastet. Erick var personen som jag alltid drömt om att träffa. Vår kemi var en sådan som man bara delar en gång i livet."
"Snow on the Sahara" spelades in i Bateu-Lune Studio, Paris. Albumversionen av låten pågår i fyra minuter och nitton sekunder medan radioutgåvan är kortare; tre minuter och fyrtio sekunder. Instrumentalt sett är låten uppbyggd kring en sampling vars ljud består av syntar och keyboards. Låten är i midtempo och har ett exotiskt och tropiskt sound och klassas som Adult contemporary. "Snow" sjungs ur en kvinnas perspektiv om när det är dags att släppa taget om en dålig relation. I en intervju med Billboard förklarade Anggun låtens innehåll; "Mannen får sin frihet tack vare kvinnans styrka att våga bryta relationen. Men hon är fortfarande månskenet som lyser på hans förflutna. Låttexten är väldigt indonesisk, vi pratar inte på samma vis som i Europa eller Amerika, vi använder metaforer. Vi beskriver kvinnor som mödrar, som starka feminina kvinnor- inte arga och aggressiva. Det är hela skivans budskap." Anggun, vars röstläge är sopran, sjunger de första verserna på låten i låga tonarter; "Only tell me that you still want me here/When you wander off out there/To those hills of dust and hard winds that blow/In that dry white ocean alone". Sångerskan fortsätter sedan; "To stand with you in a ring of fire/I'll forget the days gone by/I'll protect your body and guard your soul/From mirages in your sight". I refrängen sjunger Anggun i sitt högre register och ger prov på sitt röstomfång. "If your hopes scatter like the dust across your track/I'll be the moon that shines on your path/The sun may blind our eyes, I'll pray the skies above/For snow to fall on the Sahara".

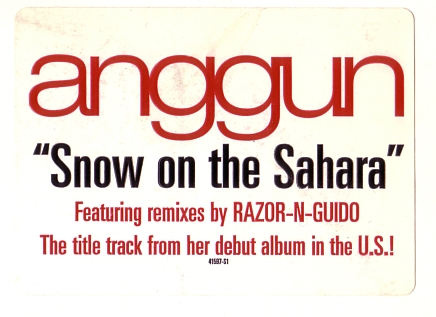
Omslag till radiosingeln av den amerikanska utgåvan.

"Snow on the Sahara" gavs ut som den ledande singeln från sångerskans skiva. Den franska versionen, "La neige au Sahara", gavs ut i Frankrike och andra franskspråkiga länder den 4 april 1997 via Columbia Records. Denna version trycktes upp på CD-singlar och gavs ut med den engelskspråkiga versionen som b-sida tillsammans med låten "Selamanya". I Italien trycktes "12 vinylsinglar och CD-singlar upp för försäljning i affär. I Storbritannien erbjöds två olika "12 vinylsinglar. Den första med albumversionen och en dansremix; "(Trouser Enthusiasts Kangaroo Juice Remix)". På den andra erbjöds remixen "Amen Remix" tillsammans med en instrumentalversion. Maxi och CD-singlar gavs också ut i landet. På den Nordamerikanska kontinenten gavs "Snow on the Sahara" ut via Epic Records som erbjöd "12-vinyl singlar i affärer. CD och Maxi-singlar fanns endast tillgängliga via import från Europa.

## Musikvideo
Musikvideon till "Snow on the Sahara" regisserades av Jean-Baptiste Erreca. Två versioner spelades in och användes på olika kontinenter. Den första versionen filmades till den franska språkversionen av låten och filmades i Bali. Videon äger rum kvällstid, i en tropisk miljö och visar hur Anggun och hennes partner blir offer för en uråldrig ritual. I videon syns Anggun sjunga till sin älskare som ligger bunden med en ring av urinvånare som samlats runt paret. Sångerskan syns även instängd i ett isblock. I mitten av videon blir det månförmörkelse och framförarens man huggs med en kniv. Denna version visades i Frankrike och andra franskspråkiga länder samt Asien. 
I Nordamerika och övriga Europeiska länder visades den andra versionen som också hade högre budget. I denna version syns sångerskan framföra låten i ett rum fyllt med gammal konst och antika möbler. Anggun sitter på golvet och sjunger de första verserna på låten. Nästa sekvens visar henne mot en isblå bakgrund. Hon börjar dansa en dans som påminner om Penari, en uråldrig indonesisk dans. I nästa klipp håller hon upp en hand vars flata visar henne själv. Åter sittande på golvet plockar hon upp olika föremål ur ett skrin, bland annat en liten tygväska med tändstickor som tittaren senare ser ligga utbrända runt omkring henne på golvet. Sångerskan tar även fram ett tygknyte som innehåller ett par skor, ett prisma och en kamera. Hon betraktar vart och ett av föremålen med, vad som ser ut att vara, nostalgi eller längtan. Under videons sista sekvenser går sångerskan till rummet intill medan ett norrskensliknande ljus svävar runt henne. Hon syns sedan framföra slutet på låten framför den isblå bakgrunden.

## Medias mottagande
Musikkritikers reaktioner mot låten var positiva. Mykella Van Kooten vid det afroamerikanska musikmagasinet Vibe skrev att låten var "berikad med fylliga, djupa och passionerade verser". Billboard beskrev låten som "vacker" och "exotisk" och fortsatte att beskriva ett av sångerskans uppträdanden med låten; "Mystisk men vacker rör den indonesiska pop-prinsessan med händerna genom en osynlig dimma och framför verserna på låten med djup behaglig stämma." 
Webbplatsen Sputnik Music lovordade låten med ord som "spektakulär" och "oförglömlig". I recensionen skrevs; "Sammetslena, otröttliga syntar och behagliga gitarrer smälter samman med Angguns djupa, hesa toner. Den tävlar lätt om att vara en av de bästa låtarna som någonsin skrivits- som någon en gång sa; 'den ultimata hymnen om hopp och visdom'." Webbsidan Guitar Tabs Explorer var också positiva och skrev; "Hon tar lyssnaren på en resa för själen med graciös och kraftfull röst. Hon visar på styrka och närvaro som får oss att förväntansfullt längta efter mer." När sångerskans singel kom till den Amerikanska musikmarknaden klargjorde Billboard att; "flickan har talangen- inget snack om saken. Hur ska vi få hit den är det enda problemet som kvarstår." Enligt aprils utgåva av tidningen förhöll sig Amerikanska radioprogramerare och skivbolagschefer på både väst och sydkusten mycket positiva till singeln och fick stor uppmärksamhet.
Den afroamerikanska tidningen Jet Magazine rankade låten på en 12:e plats på deras veckolista, "Jet Top 20", över de hetaste nya singlarna. 

## Liveframträdanden
I Frankrike var Anggun på flera stora tillställningar och framförde den franska versionen av låten. Hon var bland annat på Hits 97, Pop Art och La Fureur. Hon besökte även Italien, Storbritannien och Spanien. Anggun uppträdde med låten på flera olika amerikanska talkshows, däribland The Rosie O'Donnell Show och Sessions at West 54th där hon också framförde den amerikanska marknadsföringssingeln "Life on Mars".
År 2011 spelade sångerskan in en ny, akustisk, version av låten som hon uppträdde med på sin världsturné. Hon framförde låten på utvalda platser och besökte bland annat Jakarta och uppträdde med orkestern Sa’Unine Orhestra.

## Kommersiell prestation
Angguns debutsingel utanför Indonesien blev framgångsrik. I Frankrike nådde låten toppen på landets radiolista och blev den mest spelade låten år 1997 med sammanlagt 7.900 spelningar. "La neige au Sahara" debuterade på en 43:e plats på Frankrikes singellista den 28 juni 1997. Drygt tre veckor senare, den 18 juli, nådde låten sin topp position på listan; en 16:e plats. Singeln höll sig över topp-fyrtio i femton veckor innan den föll ner till en 47:e plats den 18 november. Följande veckor började dock låten klättra igen och nådde återigen en 16:e placering den 8 december. Sammanlagt höll sig singeln på topplistan i tjugofyra veckor. Sista gången låten noterades på listan var på en 43:e plats. "La neige au Sahara" sålde sammanlagt 209.000 exemplar vilket räckte till en silvercertifiering av Syndicat National de l'Édition Phonographique. I Italien och Spanien toppade låten förstaplatserna och nådde även en femteplats på Storbritanniens danslista, där den också tog sig till en 184:e plats på landets officiella singellista UK Singles Chart. I Schweiz användes "Snow on the Sahara" till en marknadsföringskampanj för klockmärket Swatch. Låten nådde en 24:e plats på landets officiella singellista. I Finland och Belgien nådde singeln en 20:e respektive 24:e plats på försäljningslistorna. I Asien blev låten en superhit som toppade försäljningslistorna i flera länder. I Indonesien, sångerskans gamla hemland, blev både den franska, engelska och indonesiska versionerna radiohits och toppade Indonesiens singellista. I Japan nådde låten en tiondeplats på topplistan Tokio Hot 100.
I USA skickades låten till Adult contemporary och Triple A-stationer i april år 1998. Sex veckor senare, den 5 september, debuterade låten på Billboards Adult Top 40 (då Adult Pop Songs). "Snow on the Sahara" klättrade som högst till en 22:a plats på topplistan. Detta gjorde Anggun historisk då hon var den första asiatiska artisten att ta sig över topp-fyrtio på någon av Billboards topplistor. Detta rekord slogs år 2010 av filippinskan Charice Pempengco och hennes R&B-låt "Pyramid". Dansremixen av "Snow on the Sahara" tog sig in på Billboards Hot Dance Club Play den 26 december 1998. Singeln klättrade som högst till en 16:e plats på topplistan och uppehöll sig på den i tolv veckor. Angguns singel misslyckades dessvärre att ta sig in på Billboards huvudlista Hot 100. 
År 2011 rankades låten av Billboard på deras lista "Remembering 15 Forgotten Adult Pop Songs" där författaren Gary Trust räknade upp låtar som aldrig slog igenom mainstreamt och förtjänat större framgång.

## Format och innehållsförteckningar
| - Europeisk CD/Maxi-singel 1. "Snow On The Sahara" - 4:19 2. "Selamanya" - 2:21 3. "La Neige Au Sahara" - 4:18 - Fransk CD/Maxi-singel 1. "La Neige Au Sahara" - 4:18 2. "Selamanya" - 2:21 3. "Snow On The Sahara" - 4:19 | - Brittisk CD-singel 1. "Snow On The Sahara" (Radio Edit) - 3:39 2. "Snow On The Sahara" (Amen Remix) - 7:29 3. "Selamanya - 2:21 - Amerikansk Vinylsingel 1. "Snow On The Sahara" (Razor 'n' Guido Main Mix) - 10:41 2. "Snow On The Sahara" (Orange'e Dub) - 9:41 3. "Snow On The Sahara (Bonus Beats) - 5:11 |

## Topplistor
| Lista (2012)                                 | Topplacering |
| -------------------------------------------- | ------------ |
| Schweiz (Schweizer Hitparade Singles Top 75) | 24           |
| Tyskland (Media Control Charts)              | 55           |
| Frankrike (SNEP)                             | 16           |
| Finland (YLE)                                | 20           |
| Belgien (Ultratop 40)                        | 24           |
| Spanien (PROMUSICAE Top 50)                  | 1            |
| Italien (FIMI)                               | 1            |
| Malaysia (Malaysian Top 40)                  | 1            |
| Japan (Tokio Hot 100)                        | 10           |
| Indonesien (ASIRI)                           | 1            |
| Storbritannien (UK Singles Dance Chart)      | 5            |
| Storbritannien (UK Singles Chart)            | 184          |
| USA (Billboard Hot Dance Club Play)          | 16           |
| USA (Billboard Adult Top 40)                 | 22           |